# Liege Lord
Pour les articles homonymes, voir Deceiver.
Liege Lord est un groupe américain de heavy metal, originaire de Stamford, dans le Connecticut. Le groupe était formé par Matt Vinci, Anthony Truglio et Frank Cortese.

## Histoire
Liege Lord était à l'origine un groupe de reprises de Judas Priest nommé Deceiver (d'après la chanson homonyme de Judas Priest). L'influence de Judas Priest peut être entendue dans les premières voix et les premiers riffs de guitare de l'album Freedom's Rise. Liege Lord signe d'abord avec le label français Black Dragon après que Christian Logue de Savage Grace ait recommandé le label au groupe. Freedom's Rise sort en 1985 sur Black Dragon en Europe, et sur Ironworks en Amérique.
Le groupe atteint le statut de groupe culte dans le monde du metal avec ses trois albums. Le groupe comptait dans ses rangs Joe Comeau, qui allait plus tard jouer avec les groupes de thrash metal Overkill et Annihilator. Le guitariste Anthony Truglio joue ensuite dans le groupe Gandhi avec Page Hamilton de Helmet (groupe), et joue également dans la nouvelle version de Helmet. Le guitariste Paul Nelson joue ensuite avec l'icône du blues et du rock Johnny Winter et remporte un Grammy Award et de multiples nominations aux Grammy Awards en signant son propre contrat d'artiste solo sur Sony/EMI Records. Master Control est enregistré du 22 mars au 11 avril 1988. L'album est produit par Terry Date et Liege Lord.
Depuis août 2012, Liege Lord est de nouveau actif, et devient la tête d'affiche du festival Keep It True XVI, qui se déroule du 19 au 20 avril 2013 à Tauberfrankenhalle, Lauda-Königshofen, en Allemagne. Matt Vinci, membre fondateur, décède d'un cancer le 8 septembre 2023.

## Style musical
Le groupe est considéré comme un groupe important du power metal, le premier album Freedom's Rise en particulier étant qualifié de « jalon ». Sur le deuxième album Burn to My Touch, le groupe se montre moins épique et mélodique, mais plus varié et toujours aussi exigeant dans le jeu des instruments. Master Control est également décrit comme une « perle oubliée », des chansons comme Suspicion rappelant fortement Iron Maiden sur le plan sonore.

## Discographie
- 1985 : Demo (démo)
- 1985 : The Prodigy / Demo Album (démo)
- 1985 : Freedom’s Rise (album, Black Dragon Records)
- 1987 : Warrior's Farewell (single, Ironworks Records)
- 1987 : Black Lit Lights (single, Metal Blade Records)
- 1987 : Burn to My Touch (album, Metal Blade Records)
- 1988 : Master Control (album, Metal Blade Records)